# 노숙자 보호소

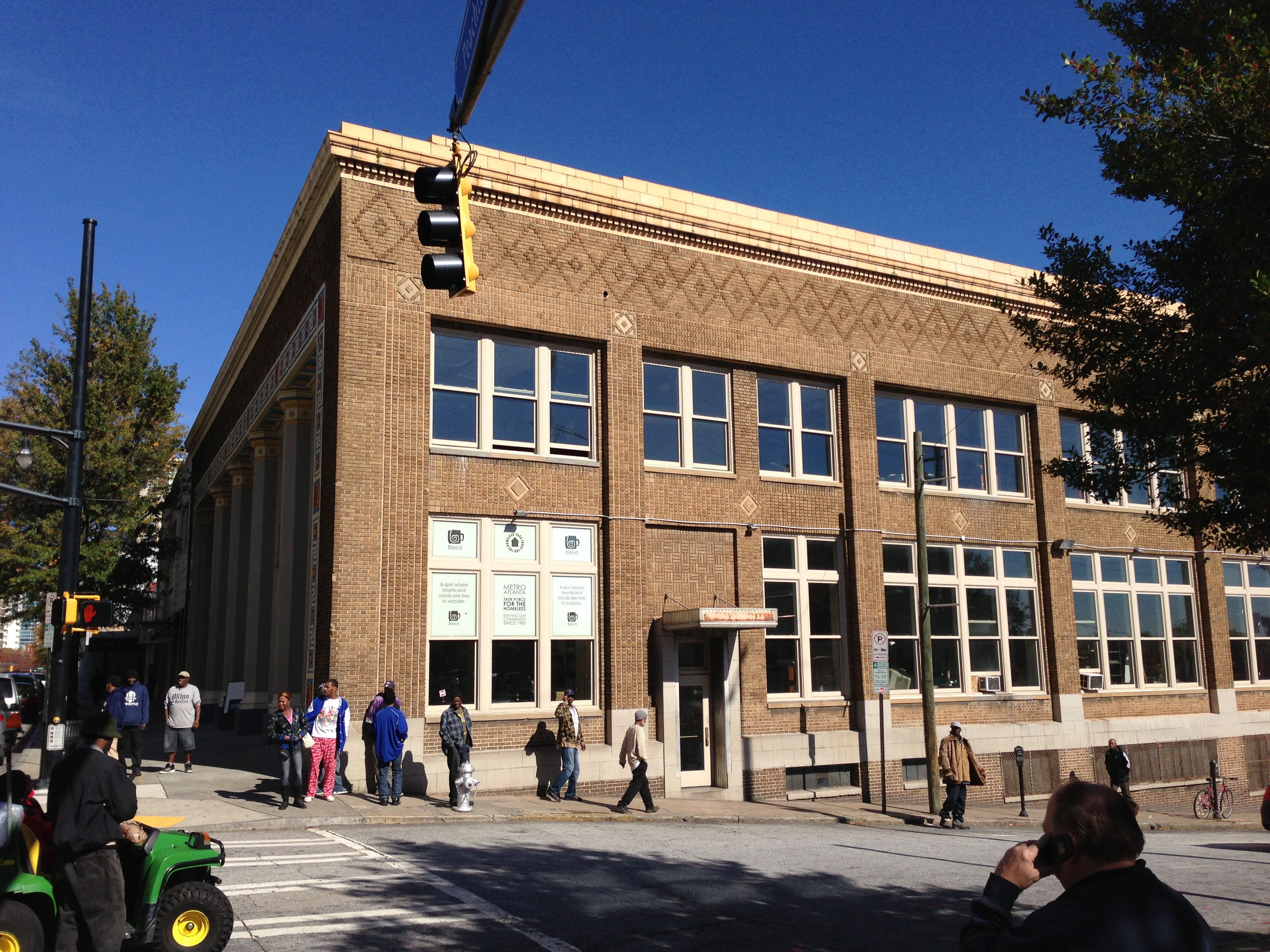
미국 애틀랜타의 피치트리파인 보호소

노숙자 보호소(homeless shelter) 또는 노숙인 보호소는 노숙인 개인 및 가족에게 임시 거주지를 제공하는 서비스 유형이다. 대피소는 주민들에게 날씨에 대한 노출로부터 안전과 보호를 제공하는 동시에 지역 사회에 대한 환경 영향을 줄이기 위해 존재한다. 이는 일반적으로 자연 재해나 학대적인 사회적 상황을 피해 특정 상황과 인구를 위해 운영되는 다양한 유형의 비상 대피소와 유사하지만 구별된다. 극단적인 기상 조건은 재난 관리 시나리오와 유사한 문제를 일으키며 일반적으로 악천후 동안 짧은 기간 동안 작동하는 온난화 센터를 통해 처리된다.

## 같이 보기
- 민방위
- 쿨링 센터
- 비상 관리
- 푸드뱅크
- 4페니 관
- 노숙인
- 인권
- 난민 수용소
- 거주의 권리
- 복지
- 수프 키친